# Bandar Khalipah (Percut Sei Tuan)
Bandar Khalipah is een bestuurslaag in het regentschap Deli Serdang van de provincie Noord-Sumatra, Indonesië. Bandar Khalipah telt 38.381 inwoners (volkstelling 2010).